# Typomania
Международный типографический фестиваль Typomania (Типома́ния) — независимый культурно-образовательный проект, посвященный шрифту, типографике, каллиграфии и леттерингу, проходящий в Москве с 2012 года. Фестиваль состоит из лекций, выставок, мастер-классов, конкурса типографического видео. Цель фестиваля — популяризация шрифтовой культуры, бережное отношение к традициям, поддержка экспериментальных проектов, внимание к букве, слову, языку.

Искусствовед Павел Родькин о фестивале Typomania:
Главная заслуга «Typomania» заключается не только в значительном расширении, но и углублении и обогащении визуальных коммуникаций и культурной среды за счет возможностей и ресурсов типографики.

## История
Фестиваль проходит ежегодно с 2012 года. Сначала в однодневном формате, потом в двухдневном. С 2015 года время работы фестиваля увеличивается за счет мастер-классов.
| Год  | Даты проведения  | Площадка                  | Адрес                                | Площадь | Количество посетителей |
| ---- | ---------------- | ------------------------- | ------------------------------------ | ------- | ---------------------- |
| 2012 | 17 июня          | Дизайн-завод «Флакон»     | Москва, Большая Новодмитровская, 36  | 850 м²  | ~ 500 человек          |
| 2013 | 15—16 июня       | Дизайн-завод «Флакон»     | Москва, Большая Новодмитровская, 36  | 850 м²  | ~ 750 человек          |
| 2014 | 30—31 мая        | Дизайн-завод «Флакон»     | Москва, Большая Новодмитровская, 36  | 850 м²  | ~ 900 человек          |
| 2015 | 30—31 мая        | ВДНХ, павильон «Культура» | Москва, проспект Мира, д.119         | 1400 м² | ~ 1200 человек         |
| 2016 | 28 мая —2 июня   | ЦТИ ФАБРИКА               | Москва, Переведёновский переулок, 18 | 1600 м² | ~ 1400 человек         |
| 2017 | 27 мая — 5 июня  | Музей Москвы              | Москва, Зубовский бульвар, 2         | 2000 м² | ~ 3000 человек         |
| 2018 | 26 мая — 3 июня  | Музей Москвы              | Москва, Зубовский бульвар, 2         | 2000 м² | ~ 9000 человек         |
| 2019 | 25 мая — 16 июня | Музей Москвы              | Москва, Зубовский бульвар, 2         | 2000 м² | ~ 10000 человек        |

## Название
Слово «Typomania», означающее страстную любовь к шрифту, было придумано независимо друг от друга двумя известными «типоманами» Сергеем Новиковым и Эриком Шпикерманом. Наиболее близкий перевод, предложенный «Демонами печати» — шрифтопомешательство. По-английски название фестиваля читается как «тэйпомэния», в русском — «типомания», реже «тайпомания».

Дизайнер шрифта Тагир Сафаев о названии фестиваля:
Название для русского уха интригующее, очень ёмкое, там многое, что можно заподозрить и вообразить.

## Выставочная программа
В рамках фестиваля проводятся персональные и групповые выставки, так или иначе связанные со шрифтом. Тематика выставок — плакаты, книги, каллиграфия, видеоинсталляции, почтовые марки. В выставках принимают участие как известные мастера, так и студенческие коллективы.
Typomania 2012
- Выставка типографических объектов. Среди участников: Леонид Тишков, Александр Тарбеев, Владимир Мартынов.
- Выставка Юрия Гордона «ДХ—ЮГ»

Typomania 2013
- Выставка Евгения Корнеева «Другие работы»
- Выставка «Самые красивые книги Германии»
- Видеопроект Дмитрия Кавко «Инструкция»
- Выставка Натальи Торопицыной «700 et cetera»
- Выставка «Новая кириллица»

Typomania 2014
- «Йоост Гроотенс: Атласы и другие книги» (Нидерланды)
- «Логотипы от холодильников: история промышленного леттеринга» (Россия — Нидерланды)
- «Гео/графический дизайн», выставка-конкурс географического плаката
- Выставка текстовых плакатов «Я бы обнял тебя, но я просто текст»
- Выставка S-eee project (Венгрия)
- Выставка студии ABC Design
- Выставка Леонида Славина, графика
- Юбилейная выставка 4×50 (Андрей Логвин, Евгений Корнеев, Эрик Белоусов, Юрий Гулитов)

Typomania 2015
- Ариане Шпаниер (Берлин), плакаты, книги, анимация
- Джианпинг Хи (Берлин), плакаты
- Ральф Шрайфогель (Цюрих), плакаты
- Эрик Брандт (Миннеаполис), плакаты
- Выставка «Голландские марки прошлого века из коллекции Владимира Кричевского»
- Анатолий Гусев, книги и периодические издания
- Марина Марьина, каллиграфический проект «Куда зовёт линия»
- Дмитрий Кирсанов, юбилейная выставка «Шрифт»
- Выставка текстового плаката «Я бы обнял тебя, но я только текст», куратор — Андрей Логвин
- Студенческая выставка (участники: Институт бизнеса и дизайна, Московский государственный университет печати имени Ивана Федорова, Московская государственная художественно-промышленная академия имени С. Г. Строганова, Британская высшая школа дизайна / визуальные коммуникации, Британская высшая школа дизайна / шрифт и типографика, Школа Дизайна Высшей школы экономики / #gruppadno, ЭШ, Высшая академическая школа графического дизайна, Т_24, Мастерская Бориса Трофимова, Мастерская Тагира Сафаева, The Lucerne School of Art and Design (Люцерн)
- «Современная кириллица»
- «Кредит твою мать», плакатная акция

Typomania 2016
Швейцарский зал (выставка швейцарского плаката)
- Мартин Вудтли, плакаты
- Людовик Балланд, плакаты
- Мельхиор Имбоден, плакаты
- Эрих Брехбюль, плакаты
- Джош Шауб, плакаты
- Студия Каспер-Флорио, плакаты
- Студия Джонсон/Кингстон, плакаты

Польский зал (выставка польского плаката)
- Ян Байтлик, плакаты
- Кшиштоф Иваньский, плакаты

Голландский зал
- Выставка плакатов студии LUST
- «12+1» (из коллекции плакатов Владимира Кричевского)

Студенческий зал
- Московская студенческая типографика (Б&Д, НИД-ВАШГД, ВШЭ, БВШД, МГУП, Т_24,
- Немосковская студенческая типографика (Санкт-Петербург, Челябинск, Харьков, Владивосток, Вильнюс)
- Китайская типографика
- Проект «Звуки Букв»
- Проект Cubic Time!
- Проект «Бензин»

Пиранези лаб
- Выставка текстовых плакатов «Я бы обнял тебя, но я только текст», куратор — Андрей Логвин

Typomania 2017
- Одед Эзер, видео, плакаты
- Studio Feixen, плакаты
- Филипп Апелуа, плакаты
- Рик Бас Бакер, плакаты
- Джун Хун Чо, плакаты
- Джин Ву Ли, плакаты
- CYAN, книги, плакаты
- LYFT, видеоинсталляция
- Выставка «Чёрный план»
- Митя Харшак «Графическая археология»
- Каллиграфическая выставка «Письма путешественников» (Наташа Торопицына, Светлана Городниченко, Людмила Сорокина, Вера Соколова, Ольга Азюкина, Юлия Харина, Юлия Баранова)
- Световая инсталляция Ксении Ланикиной + Aledo
- Интерактивная инсталляция Ильи Переведенцева и Владимира Куприянова + Optoma
- «Вход—Выход», световая инсталляция кафедры коммуникативный дизайн МГХПА им. Строганова (Ксения Григорьева, Анна Капаева, Любовь Соколова; Филипп Зелов, Даня Орловский, Любовь Покровская)

Typomania 2018
- Выставка «Дорожное движение»
- Субрата Бхоумик, текстильные календари
- Johnson/Kingston, плакаты
- Интерактивный проект Бенедикта Гросса Aerial Bold
- Наталья Вельчинская, куклы
- Выставка «Буквы неволи», совместный проект Типомании и Музея истории ГУЛАГа
- Дизайн-школа ШУМ, портреты спикеров фестиваля Типомания
- Образовательные проекты Васина и Вельчинской, работы студентов
- Partisan Press, стрит-арт
- Давид Тартаковер, плакаты
- Чхе Бён-Рок, плакаты
- Сюн Сасаки, плакаты
- High on Type, плакаты
- Эрих Брехбюль, плакаты
- Выставка современного плаката Ирана
- Выставка современного плаката Японии
- Библиотека Placeholder, книги, журналы, полиграфия
- Людовик Балланд, плакаты
- Книги ABC Design
- Маджид Аббаси, плакаты, обложки
- Пиктограф, печатно-плакатный аттракцион
- Леонардо Сонноли, плакаты
- East West Post, плакаты. Участники проекта: CYAN (Германия), Игорь Гурович (Россия), Ariane Spanier (Германия), Jianping He (Китай—Германия), Эрик Белоусов (Россия), Chae Byung-rok (Корея), Erich Brechbühl (Швейцария), Jinwoo Lee (Корея), JOHNSON/KINGSTON (Швейцария), Joong Hyun Cho (Корея), Erik Brandt (США), CHANGE IS GOOD (Франция), ESH GRUPPA (Россия), Krzysztof Iwanski (Польша), HIGH ON TYPE (Нидерланды), Irwan Harnoko (Индонезия), Khajag Apelian (Ливан), Martin Woodtli (Швейцария), Majid Abbasi (Иран), Melchior Imboden (Швейцария), Одед Эзер (Израиль), THONIK (Нидерланды), Сюн Сасаки (Япония), Александр Васин (Россия).
- Выставка «Русское мыло» от студентов Полиграфа (Варя Гончарова, Вера Карзакова, Лера Елунина, Егор Головырин и Саша Корсакова)
- «Вход—Выход», световая инсталляция кафедры коммуникативный дизайн МГХПА им. Строганова (Филипп Зелов, Даня Орловский, Любовь Покровская, Ксения Григорьева, Анна Капаева, Любовь Соколова, Кристина Тагильцева, Олег Вишневский)
- Оторви меня, инсталляция
- Сарп Создинлер, плакаты
- Выставка «Татарские шамаили»
- RUDE project, мультимедийный проект
- Красный Восток, плакаты
- Каори Исидзима, каллиграфия

Typomania 2019
- Выставка работ слушателей курса Typomania School
- Выставка работ слушателей курса T_24
- Виктор Тяпков, интерактивный проект Hello, word!
- Джанлука Алла, плакаты и видео
- Татьяна Яковлева, каллиграфия
- Ли Сюй, плакаты
- Моника Денго, каллиграфия и перформанс
- Йоб Ваутерс и Хайс Фрилинг, роспись стены
- Анна Кулачек, плакаты
- Анник Трокслер, плакаты
- Our Polite Society, плакаты
- Библиотека Placeholder: книги, журналы, полиграфические редкости
- Выставка театральных афиш из коллекции Музея Москвы «В Москву, в Москву!»
- Выставка-конкурс «44 кириллических типо-плаката» (Участники: Маслов Денис, Екатерина Перфильева, Александра Казаковская, Елизавета Корабельникова, Виктор Песотский, Даниил Мостовенко, Александра Николаева, Иван Воронцов, Егор Костенко, Анна Чорна, Арсений Миргород, Михаил Некрасов, Николай Рожков, Валентина Горбачева, Юрий Скоморохов, Даниил Мостовенко, Даша Димитрова, Дарья Гаврилова, Маслов Денис, Елизавета Корабельникова, Юлия Куликова, Анна Хораш, Анна Кательникова, Настя Акулинушкина, Озонова Мария, Алина Тишкевич, Анна Чорна, Елена Пенина, Лера Шевцова, Nikita Lanndau, Николай Рожков, Ольга Ковалева, Ольга Курочкина, Павел Писклаков, Лёша Пушкарев, Тимур Зима, Виктор Тяпков)
- Выставка плакатов «Новая болгарская типографика». Куратор — Кирил Златков (Болгария)
- Самые красивые книги Швейцарии
- Самые красивые книги Дании
- Антон Ламберг (LAVA), плакаты
- Сергей Пахомов (Пахом), деревянные шрифтовые картины из серии «Исповеди на картонках пришпиленных к груди»
- Тереза Руллер (The Rodina), плакаты
- Никлас Трокслер, плакаты
- Ольга Коваленко, каллиграфический проект «Тушь да гладь»
- Массимо Пеше, плакаты
- «Вход—Выход», световая инсталляция кафедры коммуникативный дизайн МГХПА им. Строганова (Авторы: Ксения Григорьева, Любовь Соколова, Филипп Зелов, Даня Орловский, Любовь Покровская, Кристина Скворцова)
- Жюльен Прие, каллиграфия, плакаты, перформанс
- Демоны печати, печатная сессия и плакаты стрит-арт проекта Partisan Press
- Икки Кобаяси, плакаты
- Петр Банков, плакаты
- Учебный проект студентов Института бизнеса и дизайна «Бестиарий»

## Лекции и выступления
Российские и иностранные спикеры выступают по очереди в течение всего фестиваля. Время выступлений от 15 минут до часа.
Typomania 2012
- Родион Китаев «Аккордеон-шоу»
- Елена Новоселова «Каллиграфическое буриме»
- Виктор Меламед «Меламетод»

Typomania 2013
- Александр Васин
- Илья Рудерман (БВШД)
- Эркен Кагаров и Николай Шток
- Владимир Музыченко
- Борис Трофимов
- Евгений Добровинский
- Мраморный  мастер-класс Натальи Торопицыной и Ольги Умпелевой
- Иван Александров «Голос Великого немого»
- Сергей Серов «Агрегатные состояния типографики»
- Ян Матоушек, студия Laboratory (Чехия)
- Юрий Гордон «Иллюстратор — Ваком — ФонтЛаб: оживить  векторную проволоку»

Typomania 2014
- Василий Цыганков
- Дмитрий Черногаев
- Александр Васин
- Тагир Сафаев
- Мария Челоянц и Дмитрий Девишвили
- Павел Борейко
- Эрик Белоусов
- Эркен Кагаров и Николай Шток
- Борис Трофимов
- Илья Рудерман
- Ральф Шрайфогель (Швейцария)
- Алексей Новичков «Инфографика и жизнь»
- Лойош Мойор (Венгрия), презентация проекта S-eee
- Эдуардо Баррера Арамбарри (Мексика) «Графический дизайн в Мексике»
- Олексий Чекаль (Украина)
- Сергей Шанович «Моуш-дизайн в России»
- Каллиграфический перформанс Покраса Лампаса

Typomania 2015
- Рустам Габбасов и Евгений Юкечев «О типографических стратегиях»
- Протей Темен «Кола и орешки: студия интуитивного искусства»
- Сергей Шанович о моушн-дизайне
- Евгений Корнеев «Новое библиофильство»
- Денис Браун (Дублин) о каллиграфии
- Иван Васин и Иван Величко «Премудрости редакционного дизайна или что делать с кирпичом, простыней и вводочкой»
- Эркен Кагаров о городском дизайне
- Александр Васин о новых проектах
- Андрей Бондаренко «Бедная книга»
- Ариане Шпаниер (Берлин) о типографике

Typomania 2016
- Ольга Шишкина, TypeType School (СПБ)
- Сергей Рассказов, Школа (СПБ)
- Василий Цыганков (B&D)
- Олег Пащенко (ВШЭ)
- Павел Борисовский (ВШЭ)
- Андрей Логвин (ВШЭ) — о текстовых плакатах
- Юрий Ковердяев и Андрей Санников (Школа исторической каллиграфии)
- Наталья Торопицына (Авторский курс / B&D)
- Александр Васин
- Андрей Шелютто «Типографика как визулизация слова, ставшего моделью лжи»
- Сергей Шанович «Хороший, Плохой и Злой»
- Кшиштоф Иваньский (Польша)
- Максим Нестеренко (БВШД)
- Алексей Веселовский (Пиранези Лаб)
- Борис Трофимов (B&D)
- Школа Каллиграфии Евгения Добровинского
- Тагир Сафаев (Авторский курс / B&D)
- Артем Драбкин (ParaType)
- Владимир Кричевский, презентация книги «12+1»
- Ток-шоу «Интимные вопросы бизнеса и дизайна» — Иван Васин, Илья Рудерман и Юрий Остроменцкий, Алексей Фадеев
- Нестор Лютюк (Эстония)
- Ян Байтлик (Польша)
- Мартин Вудтли (Швейцария)

Typomania 2017
- Митя Харшак (СПБ)
- Студия LYFT (Португалия)
- Вика Лопухина (Украина)
- Одед Эзер (Израиль)
- Мельхиор Имбоден (Швейцария)
- Александр Васин
- Филипп Апелуа (Франция)
- Джин Ву Ли (Южная Корея)
- Матиас Йесперсен (Дания)
- Рик Бас Бакер (Франция)
- Джун Хун Чо (Южная Корея)
- CYAN: Детлеф Фидлер + Даниэла Хауфе (Германия)
- Дмитрий Карпов
- Сергей Шанович
- Студия THONIK (Нидерланды)

Typomania 2018
- Чхе Бён-Рок (Корея)
- Людовик Балланд (Швейцария)
- Маджид Аббаси (Иран)
- Давид Тартаковер (Израиль)
- Дзенпхинь Хе (Германия — Китай)
- Бенедикт Гросс (Германия)
- Эрих Брехбюль (Швейцария)
- Константин Головченко (Украина)
- Кейтаро Сакамото (Япония)
- Каори Исидзима (Япония)
- Сарп Создинлер (Турция)
- Сюн Сасаки (Япония)
- Саркис Кристиан (Ливан)
- Хаджаг Апелян (Ливан)
- Иво Броуэр (Нидерланды)
- Ханс Схюттенбелд (Нидерланды)
- Пань И (Китай)
- Винсент де Бур (Нидерланды)
- Иван Вайс и Микаэль Крайенбюль (Швейцария)
- Субрата Бхоумик (Индия)
- Гвидо де Бур (Нидерланды)
- Гвидо де Бур (Guido de Boer), Винсент де Бур (Vincent de Boer), Ханс Схюттенбелд (Hans Schuttenbeld), Иво Брауэр (Ivo Brouwer), Жульен Приз (Julien Priez) (Нидерланды)
- Леонардо Сонноли (Италия)

Typomania 2019
- Сергей Шанович (Россия) «Кино, песни, ралли — дизайн для тех, у кого масса ограничений и море драйва»
- Райнер Шейхельбауэр (Австрия) «Магия шрифта: вы еще не знаете, на что способны ваши шрифты!»
- Йоб Ваутерс и Хайс Фрилинг (Нидерланды) «Буквы — это листья, а слова — деревья»
- Борил Караванов (Болгария) «Болгарская школа типографики»
- Дмитрий Галсан (Бурятия) «Типомания – на восток!»
- Антон Ламберг (LAVA) (Нидерланды) «Танцы на вулкане»
- Игорь Гурович (Россия) «ARBEITCOLLECTIV / 4 зубца одной расчёски»
- Студия Liebermann Kiepe (Германия) «Каким образом? В связи с чем? Почему?»
- Татьяна Яковлева (Эстония) «О таллиннских мастерских Labora и о каллиграфии»
- Джанлука Алла (Италия) «Оно двигается? Разговор о трех типографических проектах: Lettergif, Letterbit, Letterzip»
- Our Polite Society (Нидерланды–Швеция) «Модель FACIT»
- Пахом (Россия–Германия). Перформанс «Ю должна родить»
- Библиотека Placeholder (Россия) «Самые красивые книги Швейцарии», «Самые красивые книги Дании»
- ABC Design (Россия). Презентация книги Яна Байтлика «Типомания»
- Издательство Шрифт (Россия). Презентация книги «Путеводитель по кириллице»
- Анник Трокслер (Швейцария) «Типографика и изображение в дизайне плаката»
- Жюльен Прие (Франция)
- Тереза Руллер (The Rodina) (Нидерланды) «Дизайнер как состояние»
- Никлас Трокслер (Швейцария) «Плакатный дизайн как постоянный эксперимент»
- Моника Денго (Италия) «Права человека / Правильные люди: как работать для людей, а не для клиентов»
- Массимо Пеше (Италия) «Сила чернил»
- Икки Кобаяси (Япония) «Между белым и черным»

## Мастер-классы
В рамках фестиваля проходят мастер-классы со специалистами из разных сфер: графическими дизайнерами, каллиграфами, шрифтовым дизайнерами.
Typomania 2013
- Евгений Добровинский (Россия). Мастер-класс по каллиграфии
- Наталья Торопицына, Ольга Умпелева (Россия)

Typomania 2014
- Николай Клопот (Россия). Мастер-класс по резке по мрамору «От буквы до камня»

Typomania 2015
- Николай Клопот (Россия). Резьба по мрамору
- Демоны Печати (Россия). Высокая печать
- Molotow (Россия). Каллиграфия маркерами
- 24print (Россия). Трафаретная печать
- Wacom (Россия). Рисование на планшетах

Typomania 2016
- Светлана Городниченко (Россия). Мастер-класс по каллиграфии
- Ян Байтлик (Польша). Мастер-класс по ручной печати и типографике

Typomania 2017
- Джун Хён Чо (Корея). Мастер-класс «Случайные ситуации»
- Мельхиор Имбоден (Швейцария). Мастер-класс «Концертный плакат»

Typomania 2018
- Бенедикт Гросс (Германия). Мастер-класс «Генеративный дизайн с Basil.js»
- High on Type: Гвидо де Бур, Иво Брувер (Нидерланды). Мастер-класс по шрифту
- High on Type: Ганс Шуттенбельд, Гвидо де Бур, Винсент де Бур (Нидерланды). Мастер-класс по каллиграфии

Typomania 2019
- High on Type: Жюльен Прие (Франция). Мастер-класс по каллиграфии «Супер-буквы»
- Татьяна Яковлева (Эстония). Мастер-класс по каллиграфии «Почерки природы»
- Райнер Шейхельбауэр (Австрия). Мастер-класс по штифтовому дизайну «Glyphs Magic Day!»

## Конкурс типографического видео
Конкурс типографического видео Typomania — одно из ключевых событий фестиваля. На конкурс принимаются видеоработы, в которых активную роль играет шрифт: титры к фильмам, презентации шрифтов, анимированная инфографика, визуализация текста (песня, стихотворение), анимация логотипа. Прием работ начинается за три месяца до фестиваля. Объявление результатов и награждение призеров происходит в последний фестивальный день. Авторы работ, попавших в шорт-лист, награждаются дипломами, 9 победителей — призами-буквами T, Y, P, O, M, A, N, I, A.

Иллюстратор Виктор Меламед о конкурсе типографических видеороликов:
Этот конкурс может способствовать созданию междисциплинарной культуры между видео, шрифтом, анимацией, типографикой.
Typomania 2015
В конкурс поступило 127 видеороработ из России, Украины, Литвы, Польши, Словении, Великобритании, Нидерландов, Швейцарии, Испании, Мексики и США. Международное жюри: Михаил Алдашин, Пётр Банков, Мария Дореули, Елена Китаева, Тагир Сафаев, Ариане Шпаниер (Берлин), Елена Шанович, Сергей Шанович.
- Работы, вошедшие в шорт-лист
- Победители

Typomania 2016
Международное жюри: Эрик Брандт (США), Томас Кастро (Нидерланды), Елена Китаева (Россия), Ариане Шпаниер (Германия), Сергей Шанович (Россия).
- Работы, вошедшие в шорт-лист
- Победители

Typomania 2017
На конкурс типографических видеороликов Typomania 2017 поступило 200 работ из 17 стран. Международное жюри: Елена Китаева (Россия), Даниил Орловский (Россия), Сергей Шанович (Россия), Феликс Пфаффли (Швейцария), Детлеф Фидлер (Германия), Даниэла Хауфе (Германия).
- Работы, вошедшие в шорт-лист
- Победители

Typomania 2018
В 2018 году на конкурс типографических видеороликов поступило 296 работ из 33 стран. Международное жюри: Эрих Брехбюхль (Швейцария), Бенедикт Гросс (Германия), Дзианпинг Хе (Китай—Германия), Елена Китаева (Россия).
- Работы, вошедшие в шорт-лист
- Победители

Typomania 2019
В 2019 году на конкурс типографических видеороликов поступило 400 работ. Международное жюри: Тереза Руллер / The Rodina (Нидерланды), Никлаус Трокслер (Швейцария), Тони Загорайос (Греция), Денис Всесвятский (Россия), Артур Кондрашенков (Россия).
- Работы, вошедшие в шорт-лист
- Победители

## Дуэль иллюстраторов
«Дуэль иллюстраторов» — шоу, в котором два иллюстратора состязаются в рисовании на планшетах Wacom. Процесс работы проецируется на экран, что позволяет зрителям участвовать в процессе: придумывать задания, помогать/мешать советами, оценивать результат. Дуэль длится около часа.
Дуэлянты
Виктор Меламед— Александр Костенко (Typomania 2014)
Иван Тузов — Тим Яржомбек (Typomania 2015)
Протей Темен — Виктор Меламед (Typomania 2015)
Александр Уткин — Роман Манихин  (Typomania 2016)
Ляля Ваганова — Александр Житомирский (Typomania 2017)
Илья Кутобой  — Алиса Королева (Typomania 2019)

## Издательская программа
К каждому фестивалю силами организаторов выпускаются каталоги выставок и буклеты о шрифте и типографике. Издания продаются в пространстве фестиваля.
Ценные материалы (2013—2014) — серия брошюр, рассказывающих о методиках преподавания типографики, проектирования шрифта, каллиграфии. Каждая брошюра посвящена одному преподавателю и содержит интервью с ним, описание заданий, примеры учебных работ. За два года было издано 10 выпусков. В 2013 году: Борис Трофимов, Александр Тарбеев, Николай Шток + Эркен Кагаров, Евгений Добровинский, Александр Васин + Наталья Вельчинская. В 2014 году: Владимир Музыченко, Леонид Славин, Сергей Серов, Мария Челоянц + Дмитрий Девишвили, Иннокентий Келейников + Мила Ершова.
73 марки прошлого века из коллекции Владимира Кричевского (2015) — каталог одноименной выставки
Каталог работ Йооста Гроотенса (2015)
Каталог работ Ариане Шпаниер (2015)
Карточки Typomania (2015) — карточная игра, позволяющая в игровой форме изучать и запоминать шрифты.
Библиотека типомана (2016) — серия книжек о дизайнерах и дизайн-студиях
- Мартин Вудтли (Швейцария)
- Людовик Балланд (Швейцария)
- Эрих Брехбюль (Швейцария)
- Джош Шауб (Швейцария)
- Мельхиор Имбоден (Швейцария)
- Студия Kasper/Florio (Швейцария)
- Студия Johnston-Kingston (Швейцария)
- Студия LUST (Нидерланды)
- Ян Байтлик (Польша)
- Кшиштоф Иваньский (Польша)
- Студия Groza (Россия)
- Лабора (Эстония)
- Московская студенческая типографика
- Немосковская студенческая типографика
- Я бы обнял тебя, но я просто текст

Библиотека типомана (2017)
- Эрик Брандт (США)
- Ариане Шпаниер (Германия)
- Джун Хун Чо (Южная Корея)
- Studio Feixen (Швейцария)
- Одед Эзер (Израиль)
- Дан Райзенгер (Израиль)
- ESH Gruppa (Россия)
- CYAN (Германия)
- Дзеньпхинь Хе (Китай/Германия)
- Ральф Шрайфогель (Швейцария)
- Shandesign (Россия)
- Typomania.Budapest
- Больше жизни (плакатная дизайн-акция о спортивных плакатах)
- Филипп Апелуа (Франция)
- Рик Бас Бакер (Франция)

Библиотека типомана (2018)
- Benedikt Gross (Германия)
- Красный восток (Россия)
- Татарские Шамаили (Россия)
- Chae Byung-Rok (Корея)
- Sarp Sozdinler (Турция)
- High on type (Нидерланды)
- Nicholas Felton (США)
- Arabic lettering workshops (Ливан)
- Современный иранский плакат
- Современный японский плакат

Фестиваль Типомания 2012–2018+2019 (2019)